# Michał Szymborski
Michał Szymborski (ur. 15 lutego 1935 w Warszawie, zm. 20 czerwca 2022) – polski działacz partyjny i państwowy, w latach 1978–1990 wiceprezydent Warszawy i z urzędu wicewojewoda warszawski.

## Życiorys
Syn Tadeusza i Haliny Brochockiej herbu Ossoria. Ukończył studia magisterskie. W 1961 wstąpił do Polskiej Zjednoczonej Partii Robotniczej. Od 1975 do 1981 członek Komitetu Warszawskiego PZPR. Od 1975 do 1978 kierował w nim Komitetem Organizacyjnym, w latach 1977–1979 pozostawał też członkiem jego sekretariatu i egzekutywy. W 1976 kandydował do Stołecznej Rady Narodowej. Od 1978 do 1990 zajmował stanowisko wiceprezydenta Warszawy ds. kultury i z urzędu wicewojewody warszawskiego. Od 1995 do 2005 zatrudniony jako ekspert w Kancelarii Prezydenta. Związał się z Sojuszem Lewicy Demokratycznej, zasiadł w jego warszawskiej radzie. Później działał także w warszawskiej radzie seniorów.
Był żonaty z Wandą z domu Janeczko (1935-2011), miał z nią córkę.
Zmarł 20 czerwca 2022 roku i został pochowany w grobie rodzinnym na cmentarzu wojskowym w Warszawie.